# Bov (skibsterminologi)
 For alternative betydninger, se Bov. (Se også artikler, som begynder med Bov)
En bov er i skibsterminologi betegnelsen for den buede del af skibets eller bådens side umiddelbart bag stævnen.
| Vandsport/vandtransport | Spire Denne vandsports- eller vandtransportsartikel er en spire som bør udbygges. Du er velkommen til at hjælpe Wikipedia ved at udvide den. |